# Liste der Monuments historiques in Gevrey-Chambertin
Die Liste der Monuments historiques in Gevrey-Chambertin führt die Monuments historiques in der französischen Gemeinde Gevrey-Chambertin auf.

## Liste der Immobilien
| Bezeichnung        | Beschreibung | Standort                    | Kennzeichnung | Schutzstatus | Datum | Bild           |
| ------------------ | --- | --------------------------- | ------------- | ------------ | ----- | -------------- |
| Kirche St-Aignan   | aus dem 13. Jahrhundert                                                                                         | Place de la Cure (Lage)     | PA00112477    | Inscrit      | 1932  | weitere Bilder |
| Monument aux morts | 1920 errichtet, Bildhauer Ernest-Lucien Bonnotte                                                                | Place du Monument (Lage)    | PA21000084    | Inscrit      | 2016  |                |
| Domaine Chifflot   | Weingut, 1710 bis 1715 erbaut                                                                                   | 7 rue Gaston Roupnel (Lage) | PA21000076    | Inscrit      | 2015  | weitere Bilder |
| Château de Gevrey  | Burg, 11. Jahrhundert, im 13. Jahrhundert umgebaut; vom frühen 11. Jahrhundert bis 1791 Priorat der Abtei Cluny | Place du Château (Lage)     | PA00125315    | Inscrit      | 1993  | weitere Bilder |

## Liste der Objekte
| Bezeichnung                                                                          | Beschreibung                                               | Standort                       | Kennzeichnung | Schutzstatus | Datum | Bild           |
| ------------------------------------------------------------------------------------ | ---------------------------------------------------------- | ------------------------------ | ------------- | ------------ | ----- | -------------- |
| Taufbecken                                                                           | Kalkstein, 15. Jahrhundert                                 | in der Kirche St-Aignan (Lage) | PM21001279    | Classé       | 1907  | weitere Bilder |
| Skulptur Johannes der Täufer                                                         | Kalkstein, drittes Viertel des 15. Jahrhunderts            | in der Kirche St-Aignan (Lage) | PM21001280    | Classé       | 1913  | weitere Bilder |
| Glocke                                                                               | Bronze, 1664 gegossen                                      | in der Kirche St-Aignan (Lage) | PM21001281    | Classé       | 1943  |                |
| Gemälde Anbetung der Hirten                                                          | Ölfarbe auf Leinwand, 18. Jahrhundert; nach Antoine Coypel | in der Kirche St-Aignan (Lage) | PM21001282    | Classé       | 1976  |                |
| Kommunionbank                                                                        | Schmiedeeisne, bezeichnet 1710, von Claude Gilbert         | in der Kirche St-Aignan (Lage) | PM21001283    | Classé       | 1976  |                |
| Skulptur Heiliger Claudius                                                           | Kalkstein oder Holz, farbig gefasst, 18. Jahrhundert       | in der Kirche St-Aignan (Lage) | PM21001284    | Classé       | 1978  |                |
| Skulptur Heiliger Anianus von Orléans                                                | Kalkstein oder Holz, farbig gefasst, 18. Jahrhundert       | in der Kirche St-Aignan (Lage) | PM21001285    | Classé       | 1978  |                |
| Skulptur Madonna mit Kind                                                            | Holz, 17. Jahrhundert                                      | in der Kirche St-Aignan (Lage) | PM21003685    | Inscrit      | 1976  |                |
| Expositionsnische                                                                    | Holz, vergoldet, 19. Jahrhundert                           | in der Kirche St-Aignan (Lage) | PM21003688    | Inscrit      | 1976  |                |
| Vier Skulpturen: Jesuskind mit Kreuz, Madonna mit Kind, Bischof und Heiliger Vinzenz | Holz, farbig gefasst und vergoldet, 18. Jahrhundert        | in der Kirche St-Aignan (Lage) | PM21003689    | Inscrit      | 1976  |                |
| Zwei Reliquiare                                                                      | Holz, vergoldet, 18. Jahrhundert                           | in der Kirche St-Aignan (Lage) | PM21003690    | Inscrit      | 1976  |                |
| Kreuzreliquiar                                                                       | Silber, Holz, 18. Jahrhundert                              | in der Kirche St-Aignan (Lage) | PM21003691    | Inscrit      | 1976  |                |
| Drei Kanontafel                                                                      | Druckerschwärze auf Papier, 19. Jahrhundert                | in der Kirche St-Aignan (Lage) | PM21003692    | Inscrit      | 1976  |                |
| Skulptur Heilige Katharina                                                           | Keramik, bemalt, Anfang des 19. Jahrhunderts               | in der Kirche St-Aignan (Lage) | PM21003602    | Inscrit      | 1977  |                |